# 埃利斯鎮區 (堪薩斯州埃利斯縣)
埃利斯鎮區（英語：Ellis Township）為美國堪薩斯州埃利斯縣轄下的鎮區。2010年美国人口普查中此鎮區人口有418人。

## 地理
埃利斯鎮區涵蓋總面積為456.0平方（176.07平方英里），其中陸地面積為455.9平方（176.03平方英里），水域面積為0.10平方（0.04平方英里）或0.02%。海拔高度643（2,110英尺）。

## 人口統計
根據2010年美國人口普查，埃利斯鎮區人口有418人，其中男性有211人，女性有207人，人口密度為每平方公里0.92人，住房計200戶。鎮區內的白人有416人，非裔美國人有0人，美洲原住民有0人，亞裔美國人有0人，太平洋島裔美國人有0人，其他種族有1人，混血種族則有1人。此外鎮區內有7人為西班牙裔或拉丁裔美國人。此鎮區之年齡中位數為45.4歲，而男性年齡中位數為44.9歲，女性年齡中位數為45.8歲。

## 交通

### 主要公路
- 70號州際公路
- 40號美國國道